# Charles Barrois
Charles Eugène Barrois (21 de abril de 1851, Lille - 5 de noviembre de 1939) fue un geólogo y  paleontólogo francés.
Barrois nació y se educó en Lille. Era hermano del zoólogo Jules Henri Barrois. Estudió geología la universidad de su ciudad natal y fue alumno del reputado geólogo Jules Gosselet. Uno de sus primeros trabajos, Recherches sur le terrain crétacé supérieur de l’Angleterre et de l'Irlande fue publicado en las Mémoires de la Société Géologique du Nord en 1877; esta  obra delimitó en detalle las zonas paleontológicas del Grupo Creta y la Formación Arena Verde en Gran Bretaña y ha sido la base de trabajos posteriores que corroboraron los resultados originales de Barrois en todos los rasgos principales.
Además de un reconocido paleontólogo y geólogo de campo, Charles Barrois demostró ser un hábil petrólogo en sus trabajos, entre los que se pueden mencionar los estudios sobre las rocas cretácicas de Las Ardenas y de la Cuenca de Oviedo; de la Caliza de Erbray (Devónico); de las rocas paleozoicas y de las rocas graníticas y metamórficas de Bretaña.Llevó a cabo un extenso estudio de los terrenos antiguos de Galicias y Asturias, estableciendo los distintos pisos y niveles del Carbonífero.  Su labor era rigurosa y basada en la observación detallada. Su fama se extendió a nivel internacional, incluso antes de ser reconocido en su propio país, y fue honrado por varias academias europeas y americanas.
En 1881, la Sociedad Geológica de Londres le otorgó la medalla Bigsby y, en 1901, la medalla Wollaston. En 1876, Barrois fue nombrado colaborador del Servicio Geológico Francés, y profesor de Geología en la Universidad de Lille en 1877. En 1904 accedió a la Academia de Ciencias de Francia  y fue nombrado miembro extranjero de la Real Sociedad de Londres. En 1907, fundó el Musée Houiller (Museo del Carbonífero) junto al Museo Gosselet en Lille. En 1915, la Academia Americana de las Artes y las Ciencias le nombró miembro honorario extranjero. Fue nombrado Caballero de la Legión de Honor a la edad de 37 años, y Comandante en 1923. En 1936, se convirtió en miembro de la Academia Pontificia de las Ciencias.

## Algunas publicaciones
- Sur le Byssacanthus Gosseleti, Plagiostome du dévonien de l'Ardenne. In: Association française pour l'avancement des sciences. Comptes-rendus de la 3me session 1874. 1875; en línea

- Exposé de ses recherches sur le terrain crétacé supérieur de l'Angleterre et de l'Irlande. In: Mémoires de la Société Géologique du Nord 1: 1–232, Lille 1876

- Note préliminaire sur le terrain silurien de l’ouest de la Bretagne. In: Ann. de la Société Géologique du Nord 4: 38–57, Lille 1876

- Note sur le terrain dévonien de la province de Léon (Éspagne). In: Association Française pour l’Avangement des Sciences, Congrès du Havre, 1877: 1–4, 1877

- Le marbre griotte des Pyrénées. In: Ann. de la Société Géologique du Nord 6: 270–300, Lille, 1879

- Recherches sur le terrains anciens des Asturies et de la Galice. In: Mémoires de la Société Géologique du Nord 2: 1–630, Lille 1882

- Les Glandes du pied et les pores aquifères chez les lamellibranches. Lille: Danel, 1885

- Sur les faunes siluriennes de la Haute-Garonne. In: Ann. de la Société Géologique du Nord 10: 151–169, Lille 1883

- Sur les faunes siluriennes de la Haute-Garonne. In: Ann. de la Société Géologique du Nord 10: 151–169, Lille 1883

- Aperçu de la constitution géologique de la rade de Brest. In: Bull. de la Société Géologique de France 14: 678–707, Paris 1886

- Sur la faune de Hont-de-Ver (Haute-Garonne). In: Ann. de la Société Géologique du Nord 12: 124–144, Lille 1886

- Sur le calcaire à polypiers de Cabrières (Hérault). In: Ann. de la Société Géologique du Nord 13: 74–97, Lille 1886

- Sur le calcaire dévonien de Chaudefonds (Maine-et Loire). In: Ann. de la Société Géologique du Nord 13: 170–205, Lille 1886

- Faune du Calcaire d’Erbray (Loire Inférieure) In: Mémoires de la Société Géologique du Nord 3: 1–348, Lille 1889

- Note sou l'Étage á Anarcestes lateseptatus dans l'Ule-et-Vilaine. In: Ann. de la Société Géologique du Nord: 116–117, 1889

- Observations sur le terrain dévonien de la Catalogne. In: Ann. de la Société Géologique du Nord 20: 61–73, Lille 1892

- Des relations des mers dévoniennes de Bretagne avec celles des Ardennes. In: Ann. de la Société Géologique du Nord 27: 231–239, Lille 1898

- Observations sur la faune des Schistes de Mondrepuits. In: Mémoires de la Société Géologique du Nord 6: 65–225, Lille 1920 - con Pierre Pruvost y Georges Dubois